# Tripulação (aviação)

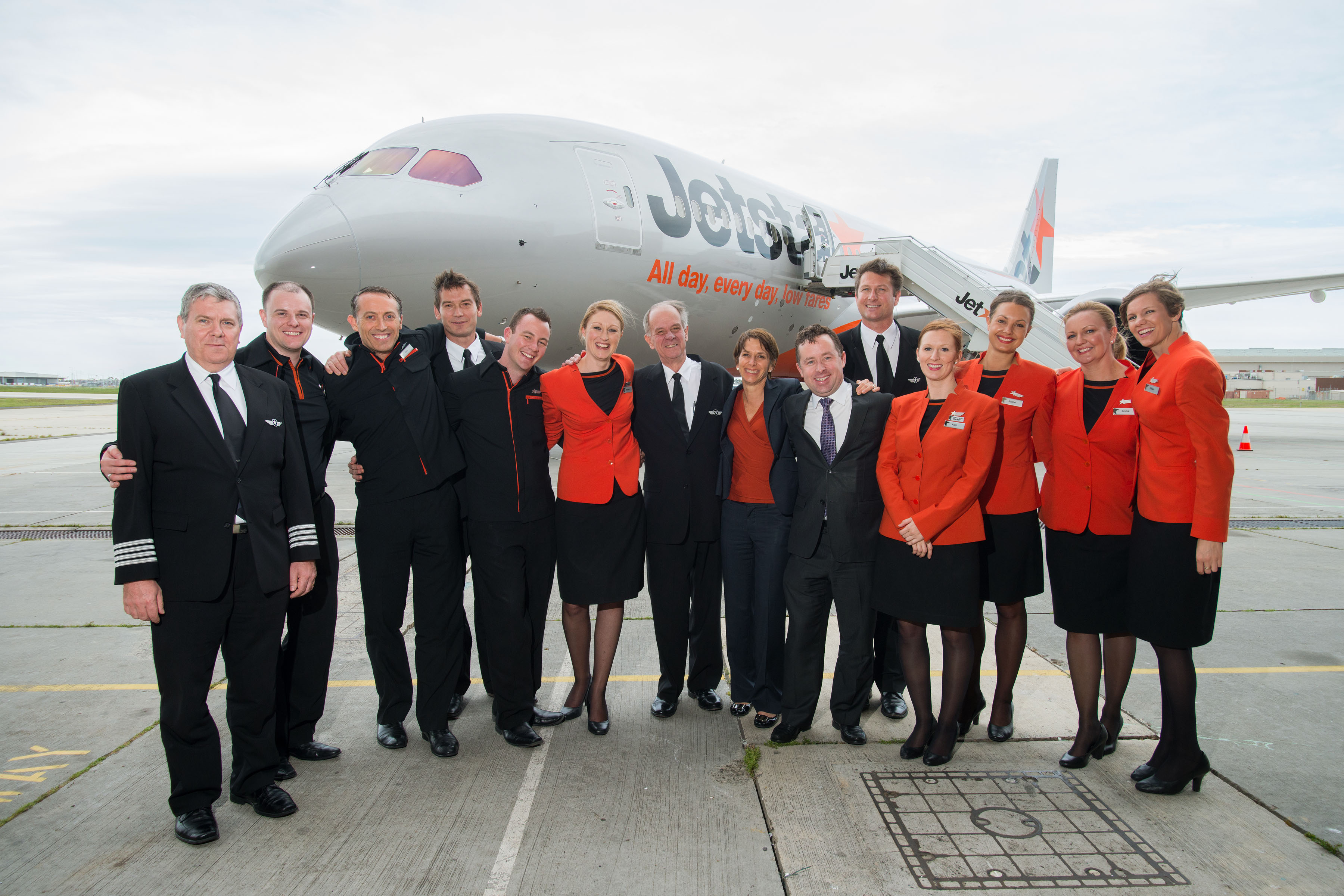
Tripulação de um Boeing 787 da Jetstar Airways.

Na aviação, a tripulação é o pessoal que opera a aeronave enquanto a mesma se encontra em voo. Quer na aviação militar como na aviação comercial, o número de elementos da tripulação varia de acordo com a aeronave e com a sua missão.